# Cantó de Sombernon
El cantó de Sombernon és un cantó francès del departament de Costa d'Or, situat al districte de Dijon. Té 28 municipis i el cap és Sombernon.
Els municipis que en formen part són Agey, Ancey, Arcey, Aubigny-lès-Sombernon, Barbirey-sur-Ouche, Baulme-la-Roche, Blaisy-Bas, Blaisy-Haut, Bussy-la-Pesle, Drée, Échannay, Gergueil, Gissey-sur-Ouche, Grenant-lès-Sombernon, Grosbois-en-Montagne, Mâlain, Mesmont, Montoillot, Prâlon, Remilly-en-Montagne, Saint-Anthot, Sainte-Marie-sur-Ouche, Saint-Jean-de-Bœuf, Saint-Victor-sur-Ouche, Savigny-sous-Mâlain, Sombernon, Verrey-sous-Drée i Vieilmoulin.

## Història
| Data d'elecció                           | Identitat        | Partit                         | Qualitat |
| ---------------------------------------- | ---------------- | ------------------------------ | -------- |
| 1945-1957                                | Benigne Fournier | RI                             |          |
| 1957-1994                                | Jacques Mercusot | Divers droite, després UDF-CDS |          |
| 1994-                                    | Paul Robinat     | Divers gauche                  |          |
| les dades anteriors no són pas conegudes |                  |                                |          |
|                                          |                  |                                |          |

## Demografia
| A partir de 1990: Població sense dobles comptes |